# Berit Gustafsson
Berit Gustafsson-Stark, född 11 december 1926 i Luleå, död 18 september 2012 i Bromma, var en svensk skådespelare.

## Biografi
Gustafsson utbildades vid elevskolan på Malmö stadsteater 1948–1951. Efter utbildningen blev hon kvar vid teatern fram till 1957, då hon engagerades vid Folkteatern i Göteborg.
Hon gifte sig 1949 med skådespelaren Carl-Erik Boström. Äktenskapet slutade i skilsmässa. Senare var hon gift med Erwin Stark. Makarna är gravsatta i Gustav Vasa kyrkas kolumbarium i Stockholm.

## Filmografi
- 1949 – Kärleken segrar
- 1953 – Vingslag i natten
- 1964 – Älskande par
- 1969 – Håll polisen utanför (TV-serie)
- 1976 – Mina drömmars stad
- 1979 – Den nya människan
- 1981 – Babels hus (TV-serie)
- 1982 – Avskedet

## Teater

### Roller
| År   | Roll               | Produktion                                                                                               | Regi                 | Teater                 |
| ---- | ------------------ | --- | -------------------- | ---------------------- |
| 1952 | Karin              | Mordet i Barjärna Ingmar Bergman                                                                         | Ingmar Bergman       | Malmö stadsteater      |
| 1952 | Brita Welamsson    | Kronbruden August Strindberg                                                                             | Ingmar Bergman       | Malmö stadsteater      |
| 1953 | Mizzi              | Slottet Max Brod efter en roman av Franz Kafka                                                           | Ingmar Bergman       | Malmö stadsteater      |
| 1955 | Ung kvinna         | Tehuset Augustimånen John Patrick                                                                        | Ingmar Bergman       | Malmö stadsteater      |
| 1955 | Elvira             | Don Juan Molière                                                                                         | Ingmar Bergman       | Malmö stadsteater      |
| 1955 | Maria              | Trämålning Ingmar Bergman                                                                                | Ingmar Bergman       | Malmö stadsteater      |
| 1955 |                    | Donadieu Fritz Hochländer                                                                                | Lars-Levi Læstadius  | Malmö stadsteater      |
| 1955 | Silpa              | Lea och Rakel Vilhelm Moberg                                                                             | Ingmar Bergman       | Malmö stadsteater      |
| 1956 |                    | Fruar på vift Georges Feydeau                                                                            | Yngve Nordwall       | Malmö stadsteater      |
| 1956 |                    | Trojanska kriget blir inte av Jean Giraudoux                                                             | Lars-Levi Laestadius | Malmö stadsteater      |
| 1957 |                    | Den fantastiske herr Pennypacker Liam O'Brien                                                            | Mats Johansson       | Folkteatern, Göteborg  |
| 1958 | Honor              | Hjälten på den gröna ön John Millington Synge                                                            | Mats Johansson       | Folkteatern, Göteborg  |
| 1958 |                    | Mannen, djuret och dygden Luigi Pirandello                                                               | Gunnar Ekström       | Folkteatern, Göteborg  |
| 1959 |                    | Kapten Kid Tore Zetterholm                                                                               | Mats Johansson       | Folkteatern, Göteborg  |
| 1959 |                    | Romans på slottet Staffan Tjerneld och Kai Normann Andersen                                              | Jackie Söderman      | Folkteatern, Göteborg  |
| 1960 | Charlotte          | Oscar - eller En halv million i kappsäcken (Oscar) Claude Magnier                                        | Åke Engfeldt         | Malmö stadsteater      |
| 1965 | Medverkande        | 13 quinnor Sandro Key-Åberg, Sonja Åkesson, Robban Broberg, Björn Lindroth , Lars Löfgren och Carl Anton | Christian Lund       | Stockholms stadsteater |
| 1966 | Armandine          | Fruar på vift Georges Feydeau                                                                            | Etienne Glaser       | Stockholms stadsteater |
| 1966 | Brita i Gyllby     | Nya Wermländingarne Sandro Key-Åberg                                                                     | Christian Lund       | Stockholms stadsteater |
| 1968 | Pigan              | Bernardas hus Federico Garcia Lorca                                                                      | Bengt Ekerot         | Stockholms stadsteater |
| 1968 | Körledarinnan      | Medea Euripides                                                                                          | Keve Hjelm           | Stockholms stadsteater |
| 1969 | Fräulein Kost      | Cabaret John Kander, Fred Ebb och Joe Masteroff                                                          | Lars Amble           | Maximteatern           |
| 1970 | Madame Charbonnier | 40 karat Pierre Barillet och Jean-Pierre Grédy                                                           | Per Gerhard          | Vasateatern            |
| 1972 | Jessie             | Fången på Andra avenyn Neil Simon                                                                        | Per Gerhard          | Vasateatern            |
| 1973 | Louise, husjungfru | Jag älskar dig markatta Noël Coward                                                                      | Per Gerhard          | Vasateatern            |
| 1976 | Fru Holt           | Samhällets stöttepelare (Samfundets støtter) Henrik Ibsen                                                | Claes Lundberg       | Örebroensemblen        |
| 1977 | Marta              | Hundarna i Casablanca Christer Kihlman                                                                   | Marianne Rolf        | Riksteatern            |
| 1984 | Fru Kristina       | Mäster Olof August Strindberg                                                                            | Ritva Holmberg       | Riksteatern            |
| 1984 |                    | Tango Sławomir Mrożek                                                                                    | Stig Ossian Ericson  | Riksteatern            |